# Кирюшин, Николай Дмитриевич
Николай Дмитриевич Кирюшин — рядовой Вооружённых Сил СССР, участник войны в Афганистане, погиб при исполнении служебных обязанностей, кавалер ордена Красной Звезды (посмертно).

## Биография
Николай Дмитриевич Кирюшин родился 19 мая 1964 года в деревне Куюки Пестречинского района Татарской Автономной Советской Социалистической Республики. После окончания школы трудился в совхозе «Пригородный» Пестречинского района.
1 октября 1983 года Кирюшин был призван на службу в Вооружённые Силы СССР Пестречинским районным военным комиссариатом Татарской Автономной Советской Социалистической Республики. После прохождения обучения в январе 1984 года для дальнейшего прохождения службы он был направлен состав ограниченного контингента советских войск в Демократическую Республику Афганистан. Принимал активное участие в боевых действиях против вооружённых формирований моджахедов, будучи старшим гранатомётчиком 3-го мотострелкового батальона 66-й отдельной мотострелковой бригады. За боевые отличия был награждён медалью «За боевые заслуги».
Являлся участником четырёх боевых операций. Во время последней из них, 23 марта 1985 года, рядовой Кирюшин в составе своего подразделения поддерживал атаку мотострелковой роты. В том бою он лично подавил 3 огневые точки противника, но и сам получил смертельное ранение, от которого вскоре скончался.
Похоронен на кладбище деревни Куюки Пестречинского района Республики Татарстан.
Указом Президиума Верховного Совета СССР рядовой Николай Дмитриевич Кирюшин посмертно был удостоен ордена Красной Звезды.

## Память
- В честь Кирюшина названа улица в селе Пестрецы[2].